# Erupción del monte Santa Helena de 1980

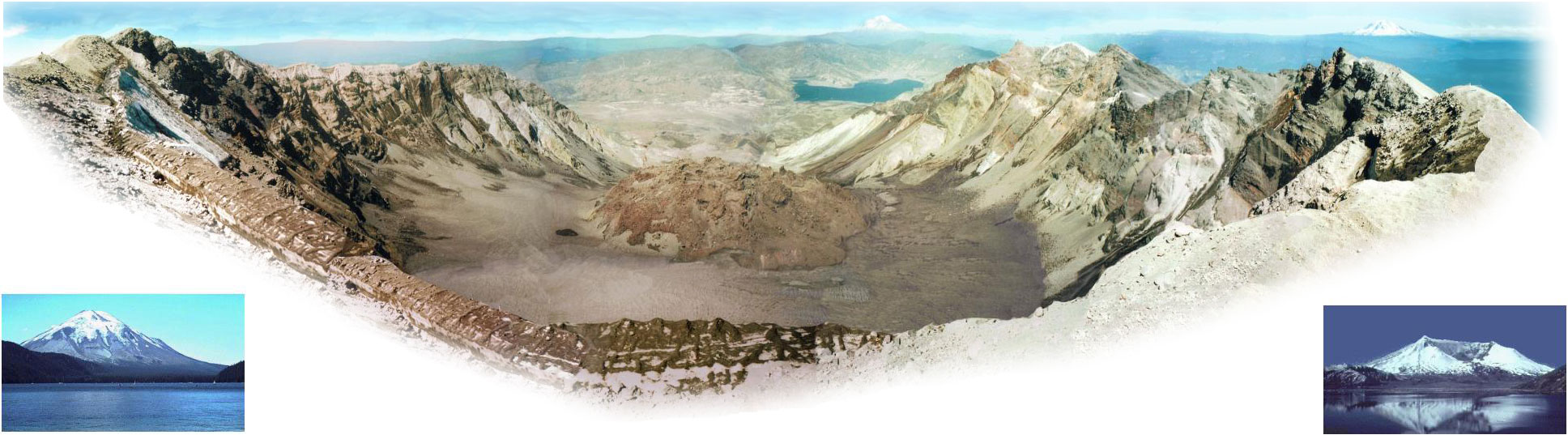
El monte Santa Helena visto desde un monitor en la cornisa de la montaña. Se puede observar el cono de devastación, el inmenso cráter abierto en la zona norte y los restos de lava solidificada tras la erupción en el interior del cráter. La pequeña foto de la izquierda fue tomada desde el lago Spirit antes de la erupción y la pequeña foto de la derecha fue tomada después de la erupción y aproximadamente desde el mismo lugar. El lago Spirit también puede verse en la imagen mayor, así como otros dos volcanes de la misma cordillera.

La erupción del monte Santa Helena en 1980 fue una de las erupciones volcánicas más catastróficas del siglo XX (IEV = 5, es decir, 1.2 km³ de material expulsado). La explosión ha sido la mayor de todas las ocurridas en Estados Unidos, superando en volumen de material expulsado y en poder destructivo a la explosión del pico Lassen en California (1915). La explosión fue precedida por dos meses de terremotos y expulsiones de vapor, causados por una inyección de magma en una zona de escasa profundidad bajo la montaña, que dio lugar a la fractura de la cara norte del monte Santa Helena. A las 8:32 a. m. del 18 de mayo de 1980, un terremoto sacudió la tierra y la debilitada cara norte se desplomó repentinamente, liberando gran cantidad de gases, lava y rocas calientes que volaron hacia el lago  Spirit tan rápido como tardó la cara norte en desplomarse.
Durante la erupción se liberó una energía estimada en 24 megatones de TNT, lo que equivale aproximadamente a 1.600 veces la potencia de la bomba atómica lanzada sobre Hiroshima. La explosión se escuchó a más de 300 kilómetros de distancia, lo que la convierte en una de las erupciones volcánicas más poderosas en la historia del siglo XX.
Una gran columna de cenizas volcánicas comenzó a elevarse hacia la atmósfera. Dicha ceniza llegó a depositarse en once diferentes estados de EE. UU. Al mismo tiempo, la nieve, el hielo y varios glaciares enteros del monte Santa Helena comenzaron a fundirse, formando una serie de largos lahares que alcanzaron el río Columbia. Durante los siguientes días se produjeron pequeñas erupciones y solo una de gran magnitud, aunque no tan destructiva como la primera. Cuando la ceniza por fin se asentó, se pudieron contabilizar los daños sufridos: 57 personas (entre ellas el posadero Harry Truman y el geólogo David A. Johnston) y miles de animales murieron, cientos de kilómetros cuadrados de terreno fueron totalmente arrasados, más de mil millones de dólares en daños materiales y el monte Santa Helena con un inmenso cráter en su cara norte (antes la "cara graciosa"). Toda el área fue más tarde protegida y convertida en el Mount St. Helens National Volcanic Monument.

## Acontecimientos previos al desastre

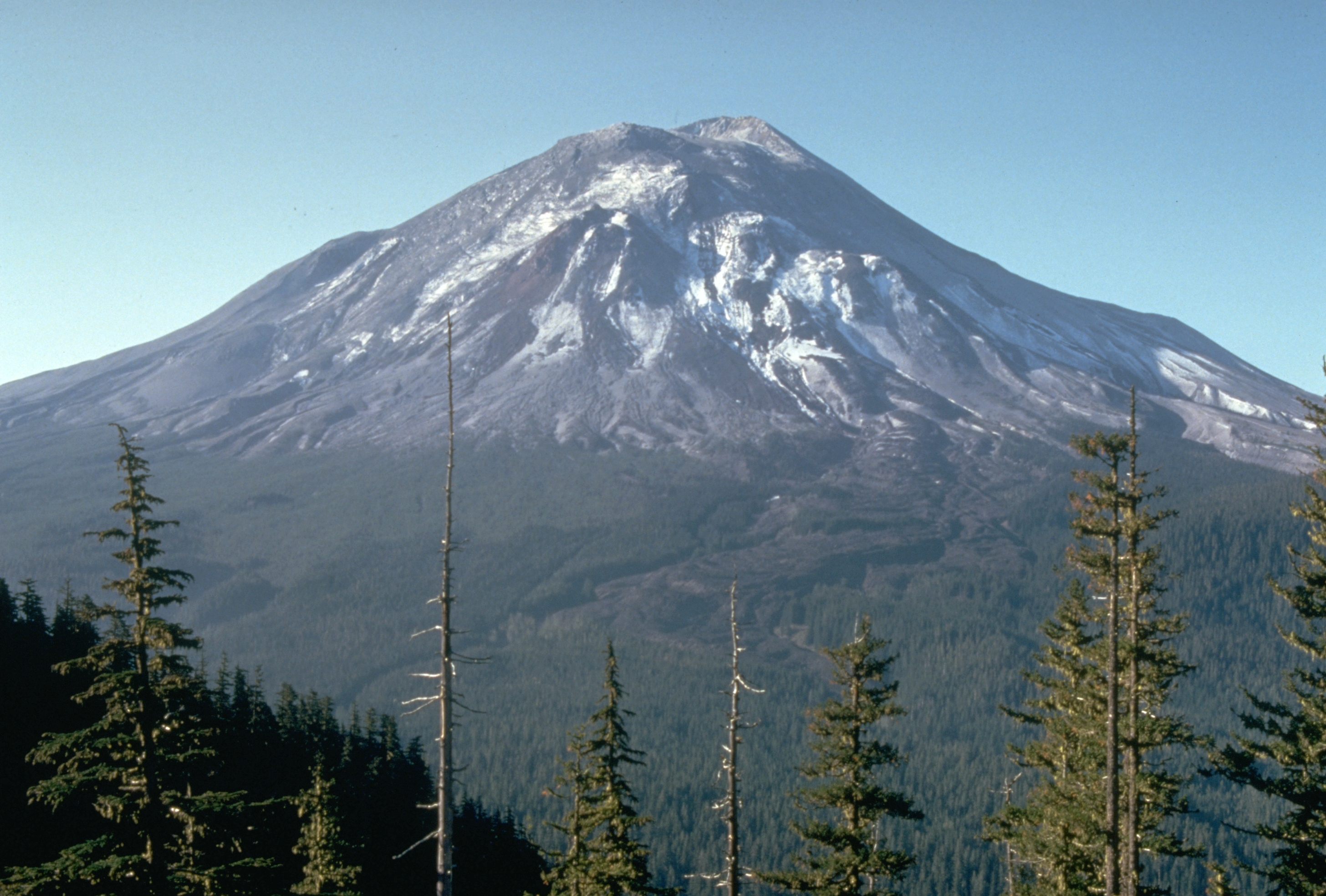
Monte Santa Helena el 17 de mayo de 1980.

El 16 de marzo de 1980 comenzó con una serie de pequeños terremotos, cuyo origen parecía residir en los movimientos del magma que estaban sucediendo en las profundidades del volcán Santa Helena. El 20 de marzo a las 3:47 p. m. según el huso horario estándar del Pacífico (UTC-8) (de aquí en adelante el tiempo corresponderá a este huso horario) otro terremoto de 4.2 en la escala de Richter, con epicentro bajo la cara norte del monte Santa Helena, ponía en evidencia la actividad del volcán tras 123 años de silencio. Una serie de pequeños terremotos fueron saturando poco a poco todos los sismógrafos de la zona hasta alcanzar los valores máximos entre el 25 de marzo y los dos días siguientes (se recogieron un total de 174 terremotos de 2.6 o más en la escala de Richter durante esos dos días). Posteriormente, terremotos de 3.2 o más se fueron sucediendo cada vez de forma más frecuente entre abril y mayo. A principios de abril, la media era de cinco terremotos de 4 grados o más por día, pero en la semana anterior al 18 de mayo la media rondaba los 55 terremotos por día. Inicialmente, no había evidencias directas de una futura erupción, pero los pequeños terremotos causaron avalanchas de hielo y nieve que fueron observadas desde el aire.
El 27 de marzo a las 12:36 p. m., se produjo una explosión freática (o quizás dos simultáneas) que expulsó pedazos de roca del interior del cráter, generando así un nuevo cráter de 76 m de ancho y una columna de humo y cenizas de unos 1800 m de alto. También por estas fechas, se produjo una gran fractura de 4,900 m de largo que cruzaba toda la cima de la montaña de este a oeste. Estos sucesos fueron seguidos por más terremotos y una serie de explosiones de vapor de agua que enviaron más ceniza al exterior. La mayor parte de esta ceniza se fue depositando en torno a 5-19 km a la redonda desde la zona de expulsión, pero algunos restos alcanzaron el sur de Bend (Oregón) a 240 km, y el este de Spokane (Washington) a 459 km.
El 29 de marzo podía verse un nuevo cráter formado y una llama azul oscilando entre los dos cráteres, originada probablemente por la liberación de gases inflamables del volcán. La electricidad estática creada por las nubes de ceniza que descendían por la ladera de la montaña generaron rayos eléctricos de hasta 3 km de largo. El 30 de marzo se reportaron hasta 93 amagos de erupción y el 3 de abril se detectaron los temblores armónicos que suelen preceder a las erupciones volcánicas, lo cual disparó las alarmas de los geólogos y llevó a la gobernadora Dixy Lee Ray a declarar el estado de emergencia.

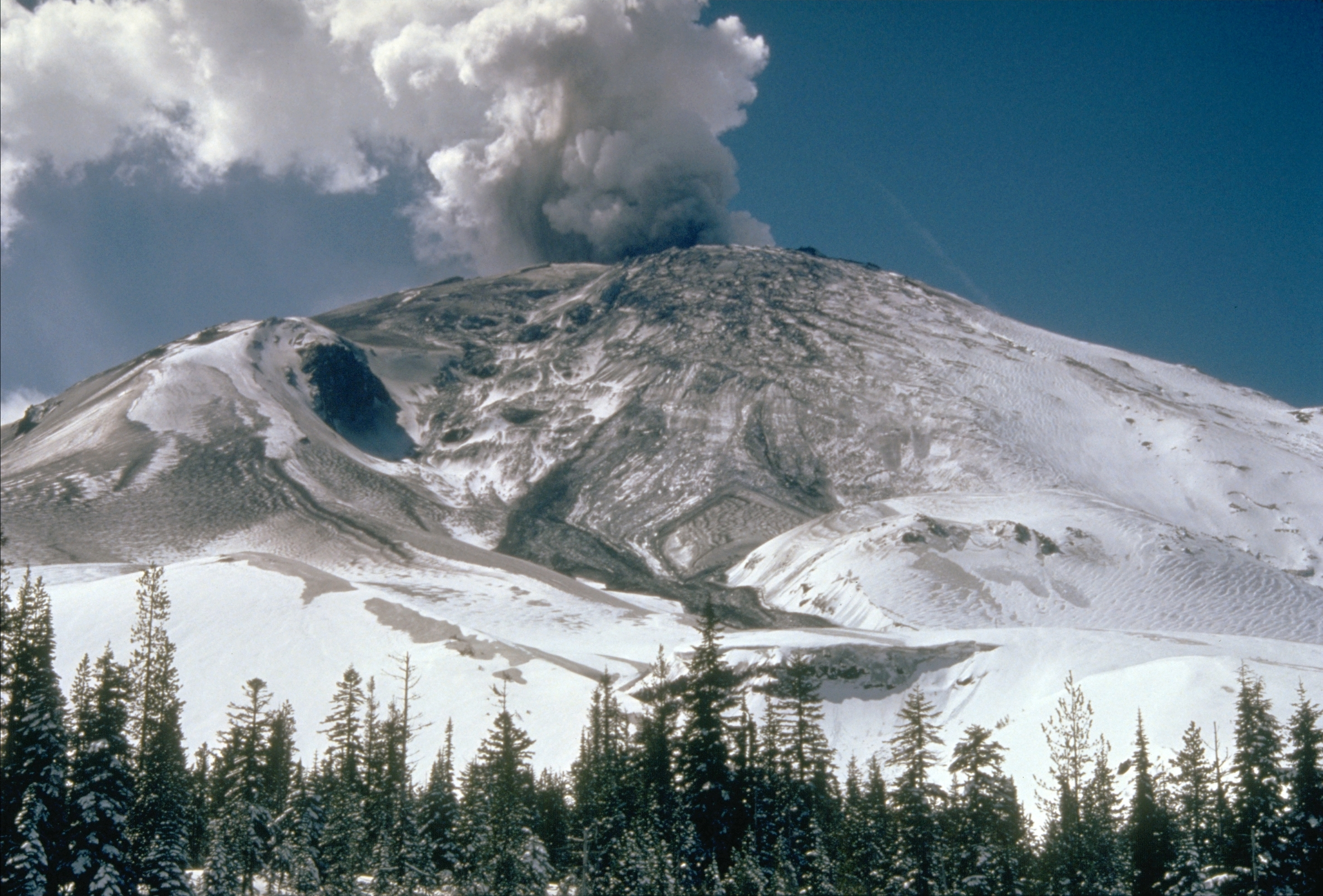
Foto tomada por el equipo de la USGS el 10 de abril.

El 8 de abril ambos cráteres se fusionaron, creando uno mayor de 520 m por 260 m. Un equipo de la USGS determinó, en la última semana de abril, que una sección de la cara norte del monte Santa Helena de 2.4 km de diámetro estaba desplazado unos 82 m. Durante finales de abril y principios de mayo esta grieta se fue haciendo cada vez mayor, a un ritmo de 1,5-1.8 m por día. A mediados de mayo ya se extendía unos 120 m por toda la cara norte. A medida que la grieta iba avanzando hacia el norte, la cima de la montaña se iba hundiendo progresivamente, formando un complejo denominado graben. Los geólogos anunciaron el 30 de abril que el derrumbamiento de la cara norte era el peligro más inmediato, ya que esto podría desencadenar una erupción. Todos los cambios producidos en la forma del volcán estaban relacionados con el aumento de volumen de 125,000,000 m³ sufrido por la montaña desde mediados de mayo. Este aumento de volumen coincidía probablemente con el volumen de magma que estaba presionando y deformando la superficie del volcán. Cuando todo el magma se mantiene bajo tierra y no es visible desde el exterior como ocurría en este caso, se denomina criptodomo. Por el contrario, en un lava domo la lava se encuentra en la superficie.

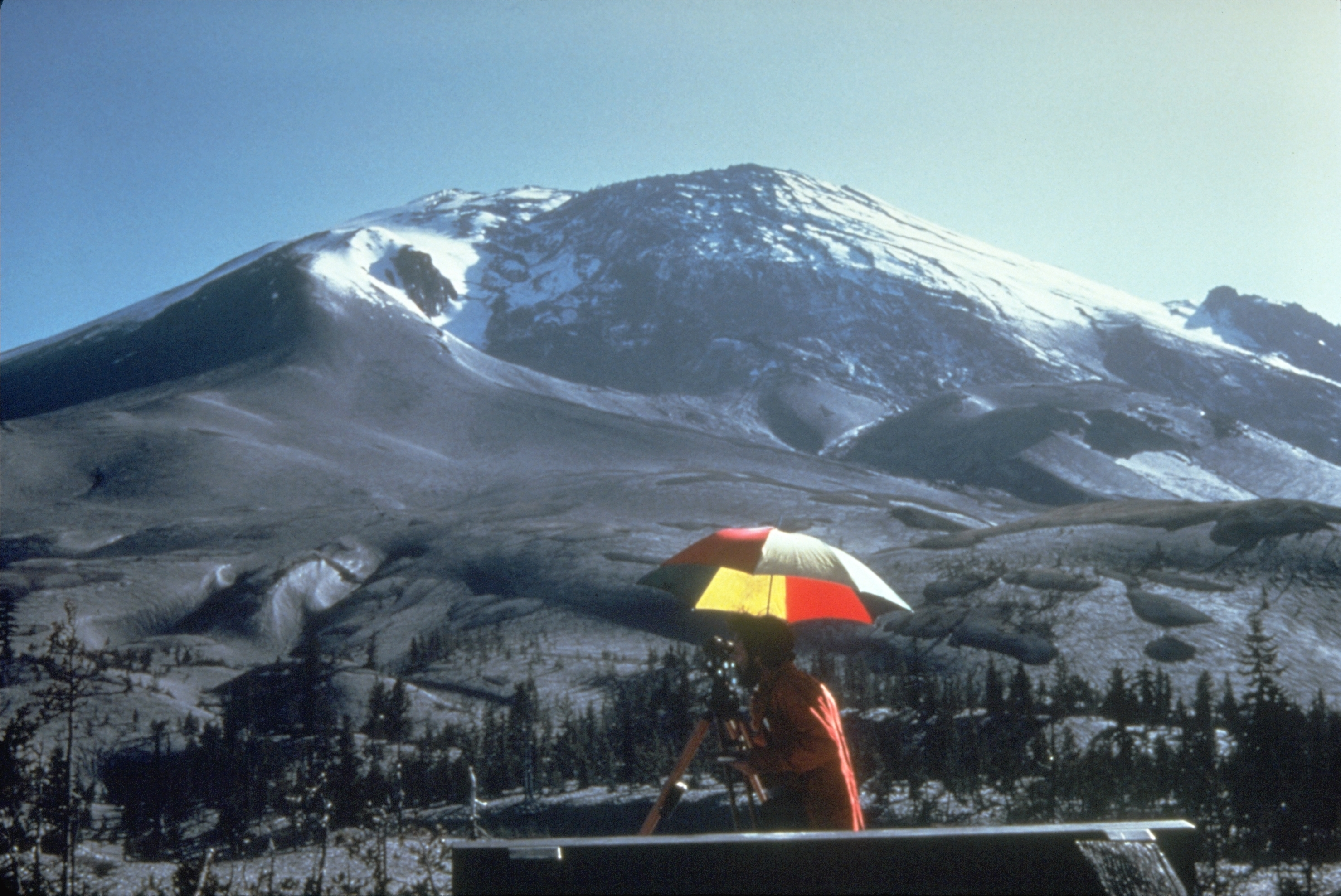
Foto donde se puede observar la grieta de la cara norte el 27 de abril.

El 7 de mayo se produjeron erupciones similares a las sucedidas en marzo y abril, y durante los siguientes días la grieta de la cara norte alcanzó unas tremendas dimensiones. Hasta este punto, toda la actividad se limitó a la cúpula de la cima. Un total de 10 000 terremotos fueron registrados antes de la gran erupción del 18 de mayo, la mayoría concentrados en una pequeña zona de 2.6 km, justo debajo de la grieta de la cara norte. Todas las erupciones visibles cesaron el 16 de mayo, lo cual redujo el interés del público y el número de espectadores en la zona. Sin embargo, el 17 de mayo, la presión pública forzó a los oficiales al cargo, a permitir la expedición de un pequeño grupo de gente al interior de la zona de peligro. Otra excursión fue programada para las 10 de la mañana del día siguiente. Al ser domingo, se evitó que más de 300 leñadores estuvieran trabajando en la zona. Se estima que, justo antes de la erupción, el volcán había recibido unos 0.11 km³ de magma, cuya presión forzó el desplazamiento de 150 m de la sección de la cara norte de la montaña, y calentó todo el sistema de aguas subterráneas del volcán, causando explosiones de vapor de agua.

## Derrumbamiento de la ladera norte de la montaña

Secuencia de eventos sucedidos el 18 de mayo.

El 18 de mayo a las 7:00 a. m., el vulcanólogo de la USGS David A. Johnston, tras pasar toda la noche del sábado en su puesto de observación a unos 10 km al norte de la montaña, transmitió por radio los últimos datos de las medidas obtenidas por láser. Según estos datos, la actividad del monte Santa Helena no mostraba ninguna variación respecto del patrón que había seguido durante el último mes. Las lecturas acerca de la tasa de movimiento de la grieta, las emisiones de dióxido de azufre gaseoso y la temperatura de superficie no revelaban ningún cambio que pudiera indicar una erupción catastrófica.

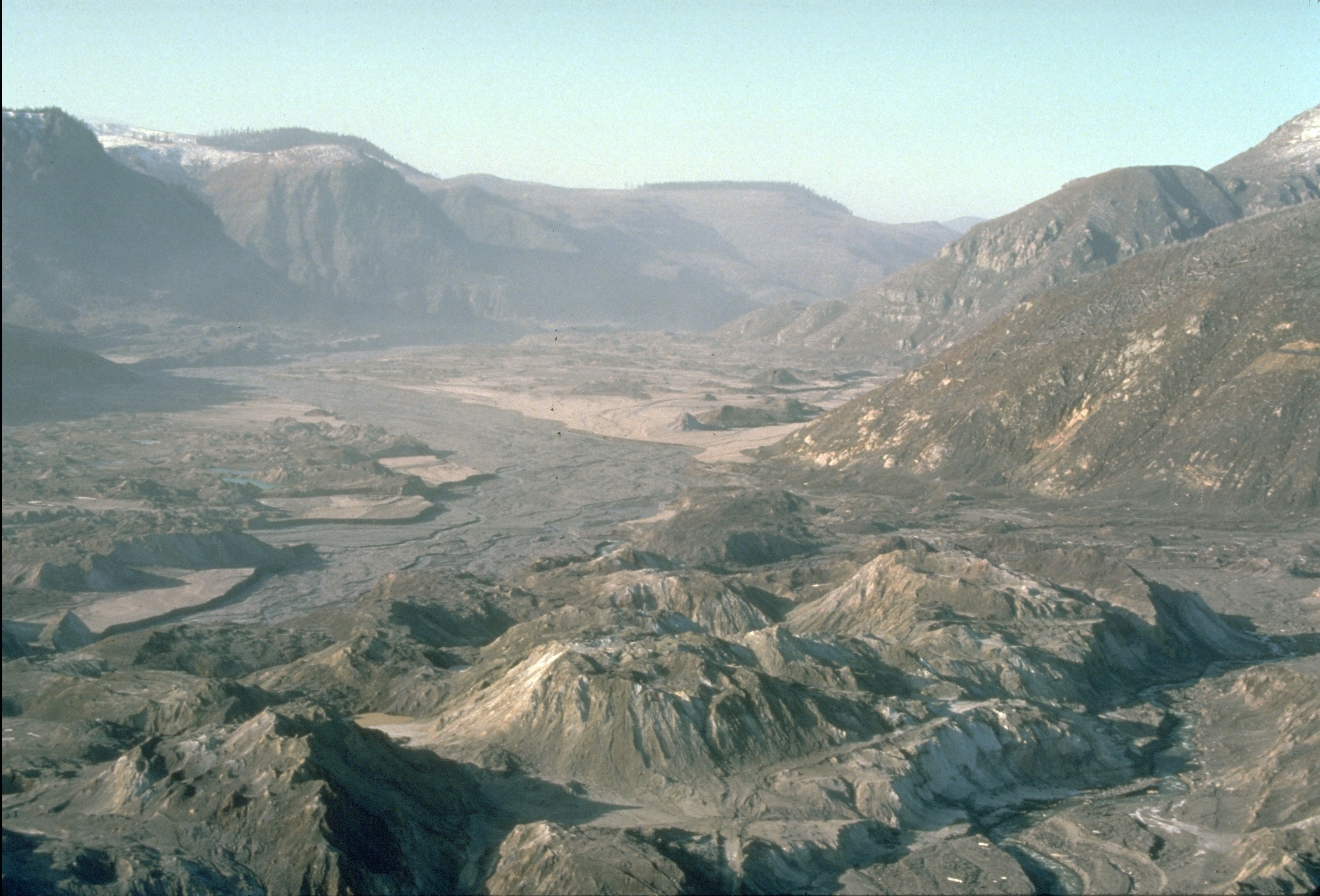
Depósito de escombros del derrumbe en el valle de la vertiente norte del Toutle River.

A las 8:32 a. m., sin previo aviso, un terremoto de magnitud 5,1 en la escala de Richter, con epicentro justo debajo de la ladera norte de la montaña, fue el responsable del derrumbamiento de parte de la montaña, aproximadamente 7-20 segundos tras su inicio. Tras escindirse, el fragmento de montaña alcanzó una velocidad de 175-250 km/h en su descenso a través del brazo oeste del lago Spirit y una parte chocó contra un pico de 350 m de altura, unos 9,5 km al norte. Algunos fragmentos se esparcieron por la cornisa de la montaña, pero la mayoría fueron arrastrados 21 km por el Toutle River, para terminar acumulándose en la zona del valle del río, formando una pila de escombros de 180 m de profundidad. El área cubierta se estimó en 62 km² y el volumen total depositado se calculó en unos 2,9 km³, lo que le convierte en uno de los mayores corrimientos de tierra registrados en la historia. 
La mayor parte de la ladera norte del monte Santa Helena se había convertido en un depósito de escombros de 27 km de largo y una media de 46 m de espesor, siendo mayor su espesor a 1,6 km bajo el lago Spirit y menor en su zona oeste. Toda el agua del lago Spirit fue desplazada temporalmente en forma de olas de 180 m de altura, que impactaron contra una cordillera en el norte del lago. Esto causó una nueva avalancha de escombros, que cayeron sobre la cuenca del lago y provocaron un ascenso de unos 60 m del nivel de agua del lago. El movimiento de regreso del agua a su cuenca fluvial original arrastró los miles de árboles derribados por la ola de calor, gas, rocas y ceniza, que habían asolado la zona segundos antes del derrumbe (véase el siguiente epígrafe).

## Flujos piroclásticos

### Inicio de la explosión lateral

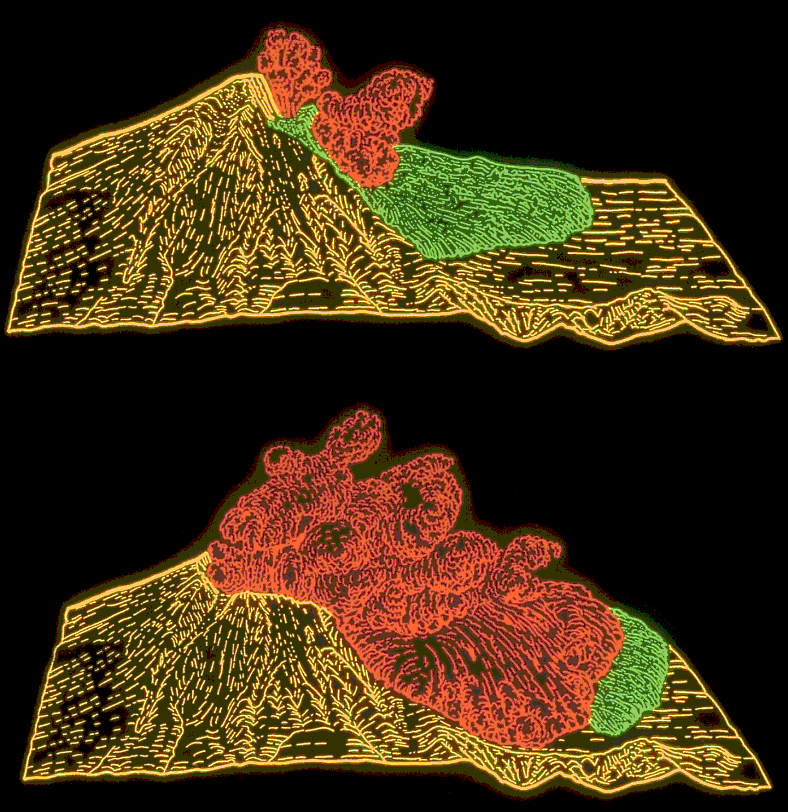
Simulación por ordenador en la que se puede apreciar el derrumbamiento del 18 de mayo, en verde, seguido de los flujos piroclásticos, en rojo.

Tras el derrumbamiento de la ladera norte el magma tipo dacita que se alojaba en el cuello del monte Santa Helena quedó repentinamente expuesto a una presión mucho menor, lo que produjo una devastadora explosión de gases, roca medio fundida y vapor de agua, unos segundos después del derrumbamiento. Las explosiones se produjeron a lo largo del rastro dejado por el derrumbe, produciendo un bombardeo de rocas en dirección norte, que fue acompañado de flujos piroclásticos de gases calientes, ceniza, piedra pómez y restos de roca pulverizada que adquirieron un aumento progresivo de velocidad desde 350 km/h hasta 1.080 km/h (es posible que sobrepasaran brevemente la velocidad del sonido).
Los materiales expulsados en los flujos piroclásticos adelantaron a la avalancha de rocas, extendiendo su área de devastación hasta una superficie de 37 km por 30 km. Aproximadamente, unos 600 km² de bosque fueron arrasados, pero el extremo calor al que fue sometido la zona produjo la muerte de árboles más alejados. Toda esta serie de eventos debieron de suceder en no más de 30 segundos, pero la onda expansiva que se generó en dirección norte y la nube consecuencia de la explosión debieron continuar durante un minuto más.
El material supercaliente que cayó en el lago Spirit y en la vertiente norte del río Toutle convirtió el agua en vapor, produciendo una segunda explosión que se oyó en puntos tan lejanos como Columbia Británica, Montana, Idaho y el norte de California. Curiosamente, en algunas áreas más cercanas a la erupción (Portland, Oregón) no se escuchó dicha explosión. Esta zona fue llamada la "zona tranquila" y se extendía a lo largo de unos cuantos kilómetros desde el volcán. Esta área silenciosa se creó debido a la compleja respuesta de las ondas sonoras de la erupción a los cambios bruscos de temperatura, a los movimientos del aire entre las diversas capas de la atmósfera y, en menor medida, a la topografía local de la zona.

### Resultado de la explosión lateral
La muestra más visible de la actividad del volcán tras su erupción fue la inmensa nube de ceniza en el cielo, expulsada desde la zona norte del monte Santa Helena. La explosión lateral, cargada de rocas y restos volcánicos, causó una amplia devastación alcanzando los 30 km de distancia en dirección norte desde el volcán. El área afectada por el volcán puede subdividirse en 3 zonas concéntricas:

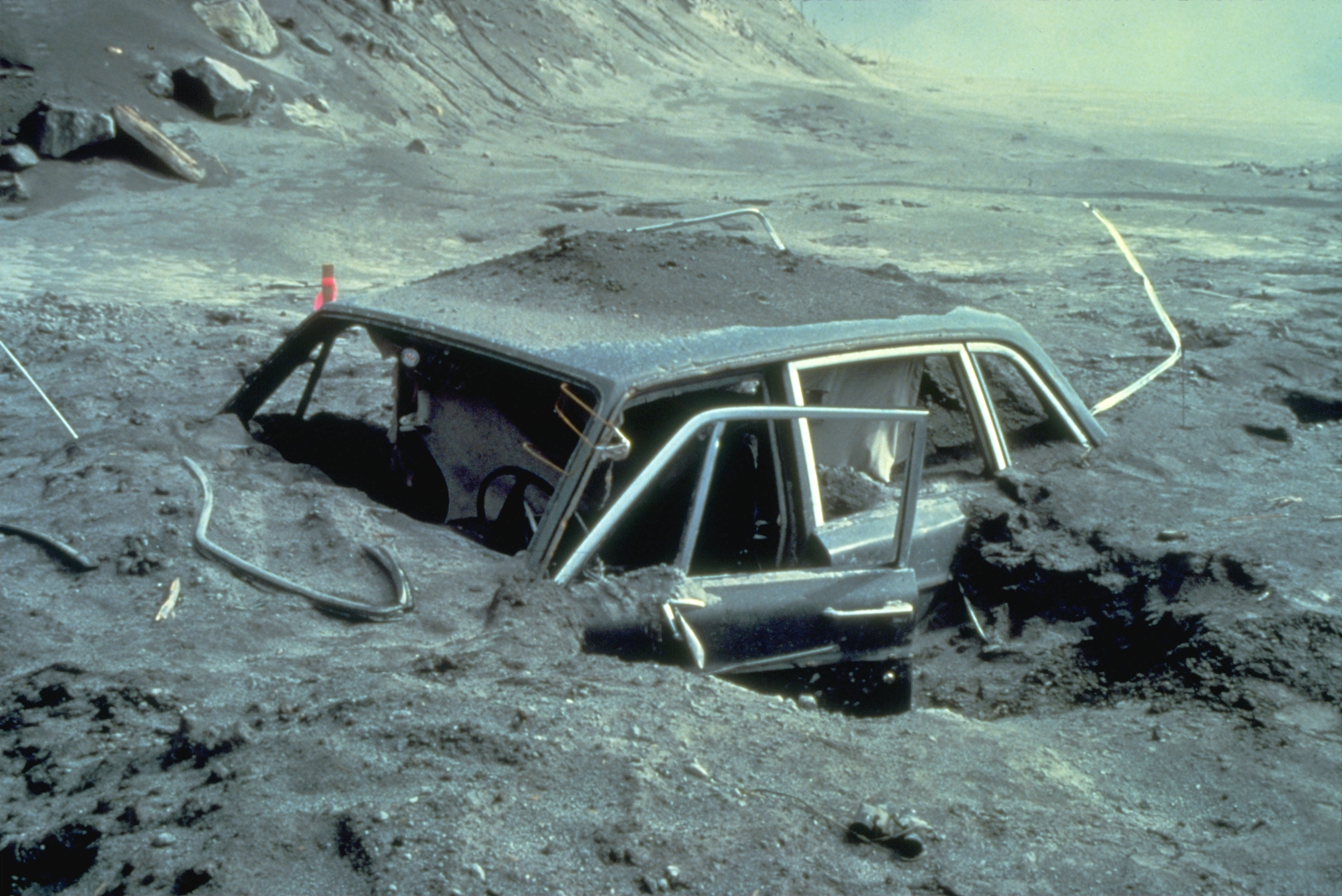
Coche del fotógrafo Reid Blackburn tras la erupción.

1. Zona de influencia directa: correspondía a la zona más interna y más cercana al volcán, abarcando aproximadamente un radio medio de 13 km. Delimitaba un área en la que todo, ya fuera natural o artificial, fue desintegrado o expulsado al exterior de dicha zona.
2. Zona de canalización: correspondía a una zona intermedia que se extendía hasta los 30 km desde el volcán. El flujo piroclástico arrasó toda esta área a su paso, siendo canalizado en cierta medida por la topografía del terreno. En esta zona, la fuerza y la dirección de la explosión quedaron totalmente en evidencia gracias al alineamiento paralelo de los árboles derribados, todos cortados por la base del tronco, como si fueran briznas de hierba cortada por una guadaña. Esta zona también fue conocida como la "zona del árbol caído".
3. Zona incinerada: también llamada "zona de muerte de pie", correspondía al extremo más externo y alejado del área de impacto. Delimitaba una zona donde los árboles quedaron en pie, pero chamuscados por los calientes gases de la explosión. Posteriores estudios indicaron que una tercera parte de los 188 millones de m³ de material expulsado era lava nueva, y el resto eran fragmentos de roca antigua.

Cuando el flujo piroclástico se encontró con su primera víctima humana, aún estaba a 360 °C e iba acompañado de gases sofocantes y material incandescente. La mayoría de las 57 personas que perdieron la vida el día de la erupción murieron por asfixia, pero unos pocos murieron quemados. El posadero Harry Truman quedó enterrado bajo decenas de metros del material arrastrado por la avalancha. El vulcanólogo David A. Johnston fue otro de los fallecidos, al igual que Reid Blackburn, un fotógrafo de National Geographic.

### Flujos de lava posteriores a la erupción
Tras la erupción, las emisiones de material piroclástico que se produjeron desde la brecha creada por el derrumbe fueron en su mayoría de origen magmático, y en menor proporción de fragmentos de rocas volcánicas preexistentes. Los depósitos resultantes formaron unas estructuras en forma de abanico que seguían un patrón de hojas, lenguas y lóbulos superpuestos entre sí. Durante la erupción del 18 de mayo se produjeron por lo menos 17 emisiones de flujo piroclástico separadas en el tiempo, cuyos volúmenes de agregación rondaban los 208 millones de m³.
Los depósitos de flujo y material piroclástico se mantuvieron aún a 300-420 °C, dos semanas después de la erupción. Las erupciones secundarias de vapor de agua alimentadas por este calor produjeron hoyos en la zona norte de los depósitos del material piroclástico, al sur del Spirit Lake y a lo largo de la zona superior de la vertiente norte del Toutle River. Estas explosiones de vapor de agua continuaron de forma esporádica durante meses tras el asentamiento de todo el material volcánico, y por lo menos una tuvo lugar un año después, el 16 de mayo de 1981.

## Crecimiento de la columna de ceniza

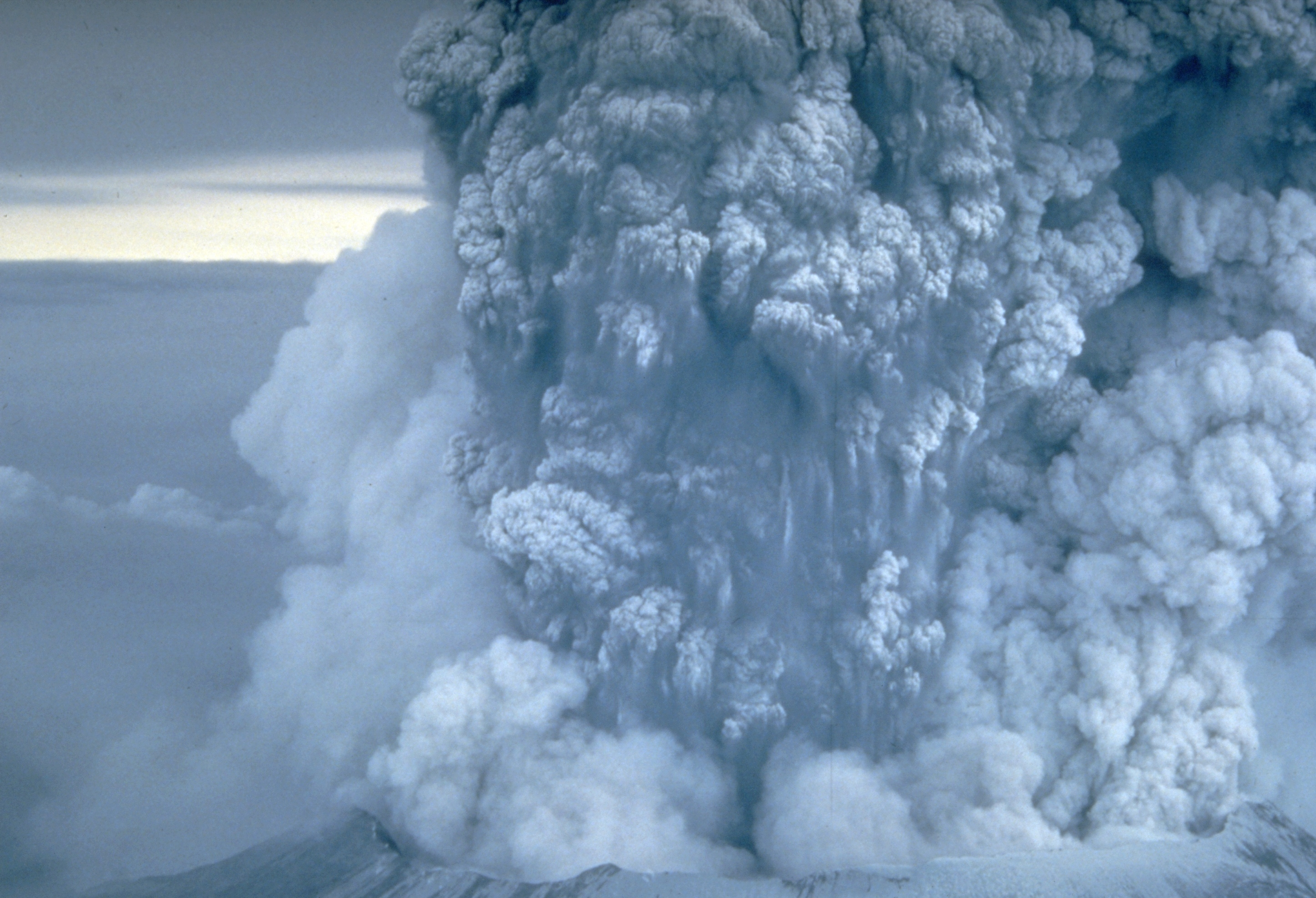
Imagen donde se puede apreciar la zona proximal de la columna de ceniza.

Mientras la avalancha y el flujo piroclástico arrasaban la zona en su avance, una inmensa columna de humo y ceniza se elevaba hasta una altitud de 19 km sobre el cráter del volcán en menos de 10 minutos, inyectando tefra en la estratosfera durante 10 horas seguidas. Cerca del volcán, el remolino de partículas de ceniza que entraban en la atmósfera comenzó a generar electricidad estática que se manifestó en forma de rayos eléctricos. Esta fue la causa de muchos de los bosques incendiados ese día. A su vez, parte de la nube de ceniza con forma de hongo, comenzó a colapsar, enviando veloces flujos piroclásticos a lo largo de las laderas del monte Santa Helena. Más tarde, la cara norte comenzó a expulsar materiales de forma más lenta, como bombas de piedra pómez incandescente y ceniza muy caliente. Algunos de estos flujos calientes entraron en contacto con nieve o con agua que se transformaba violentamente en vapor de agua, creando cráteres de 20 m de diámetro y enviando ceniza hasta los 2 km de altura.

Mapa de la distribución zonal de ceniza.

Los fuertes vientos encontrados a gran altitud transportaron importantes cantidades de este material en dirección estenordeste desde el volcán, a una velocidad media de 100 km/h. A las 9:45 a. m. parte de este material ya había alcanzado Yakima (Washington), a 145 km, y a las 11:45 a. m. ya se encontraba sobrevolando Spokane (Washington). Entre 10 y 13 cm de ceniza cayeron sobre Yakima, y ciertas áreas, como el este de Spokane, se vieron inmersas en la oscuridad al mediodía, reduciéndose la visibilidad hasta los 3 m. Continuando hacia el este, la ceniza también cayó en la zona oeste del Parque nacional de Yellowstone, cuando ya eran las 10:15 p. m., y también fue encontrada en el suelo de Denver (Colorado) al día siguiente. Posteriormente, se registraron más restos de ceniza en Minnesota y en Oklahoma, y hubo parte de la ceniza que dio la vuelta al mundo a lo largo de las dos semanas siguientes.
Durante las nueve horas de intensa actividad volcánica que presentó el monte Santa Helena, unos 540 millones de toneladas de ceniza cayeron en un área de más de 60.000 km². El volumen total de ceniza antes de su compactación por el agua de lluvia era de 1,3 km³. El volumen de la ceniza sin compactar era más o menos equivalente a 0,08 km³ de roca sólida, o al 7% del material depositado tras la avalancha. Sobre las 5:30 p. m. del 18 de mayo, la columna de humo y ceniza comenzó a disminuir en altura, pero continuaron las pequeñas explosiones a lo largo de la noche y de los días siguientes.

## Deslizamiento del lodo corriente abajo

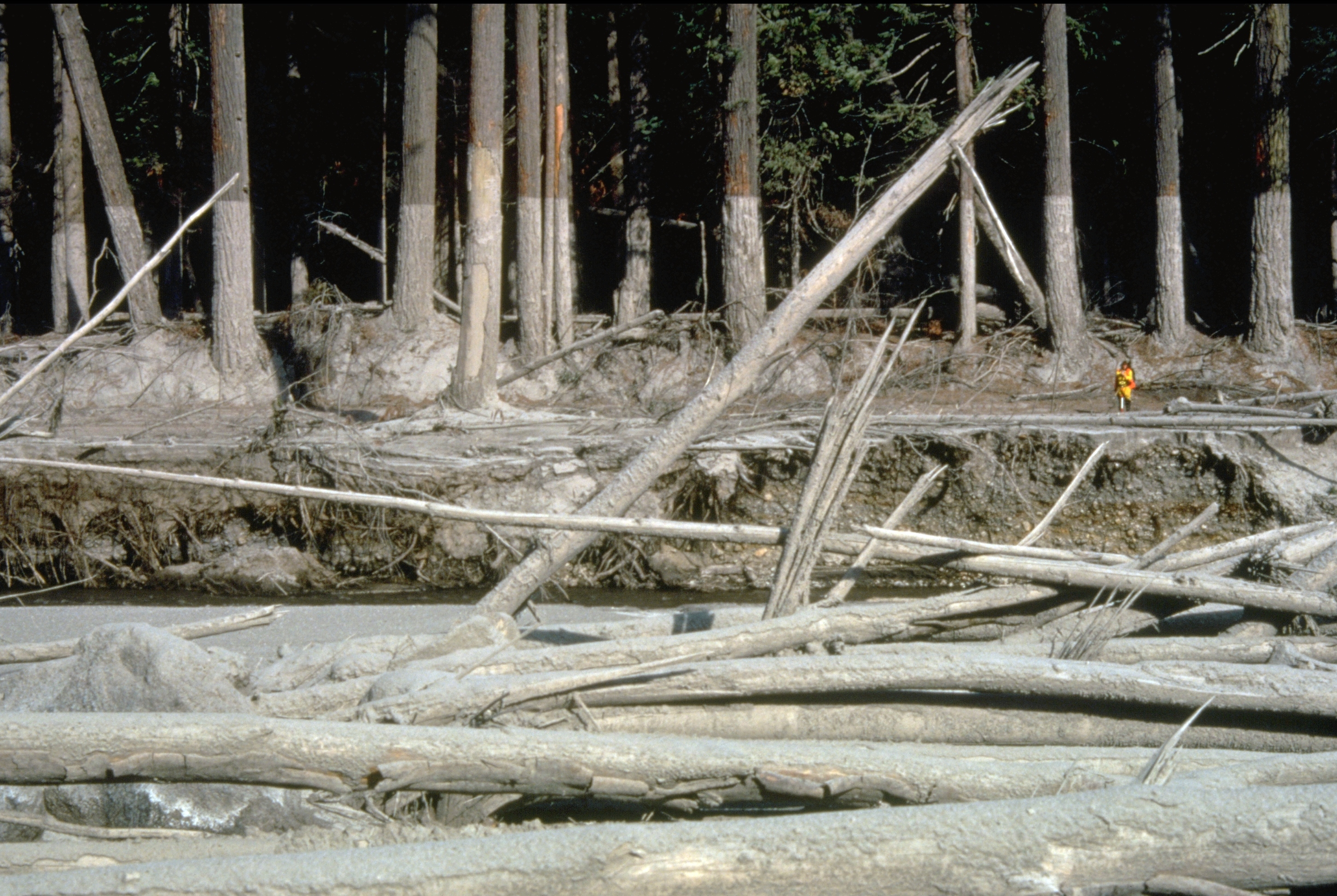
Depósitos acumulados en el Muddy River tras el paso de la riada.

El calor generado durante la erupción provocó el derretimiento de los glaciares y la nieve acumulada de todas las montañas cercanas. Al igual que en otras erupciones del monte Santa Helena, esto generó inmensos lahares (riadas volcánicas de barro y cenizas) e inundaciones de lodo, que afectaron a 3 de los 4 sistemas de drenaje localizados bajo la montaña y comenzaron a desplazarse a las 8:50 a. m. Los lahares alcanzaron velocidades de 145 km/h en la zona alta de la montaña debido a la pronunciada pendiente, pero a medida que descendían se fue reduciendo progresivamente su velocidad hasta 5 km/h en las zonas más anchas y de menor pendiente. El lodo y el barro de los flancos sur y este tenían una consistencia de cemento húmedo mientras descendían por Muddy River, Pine Creek y Smith Creek para confluir en el Lewis River. Los puentes situados en la boca de Pine Creek y en Swift Reservoir fueron destruidos tras el paso del lodo. La superficie del agua vio elevado su nivel unos 80 cm para poder alojar los 13 millones de m³ adicionales de agua, barro y escombros.

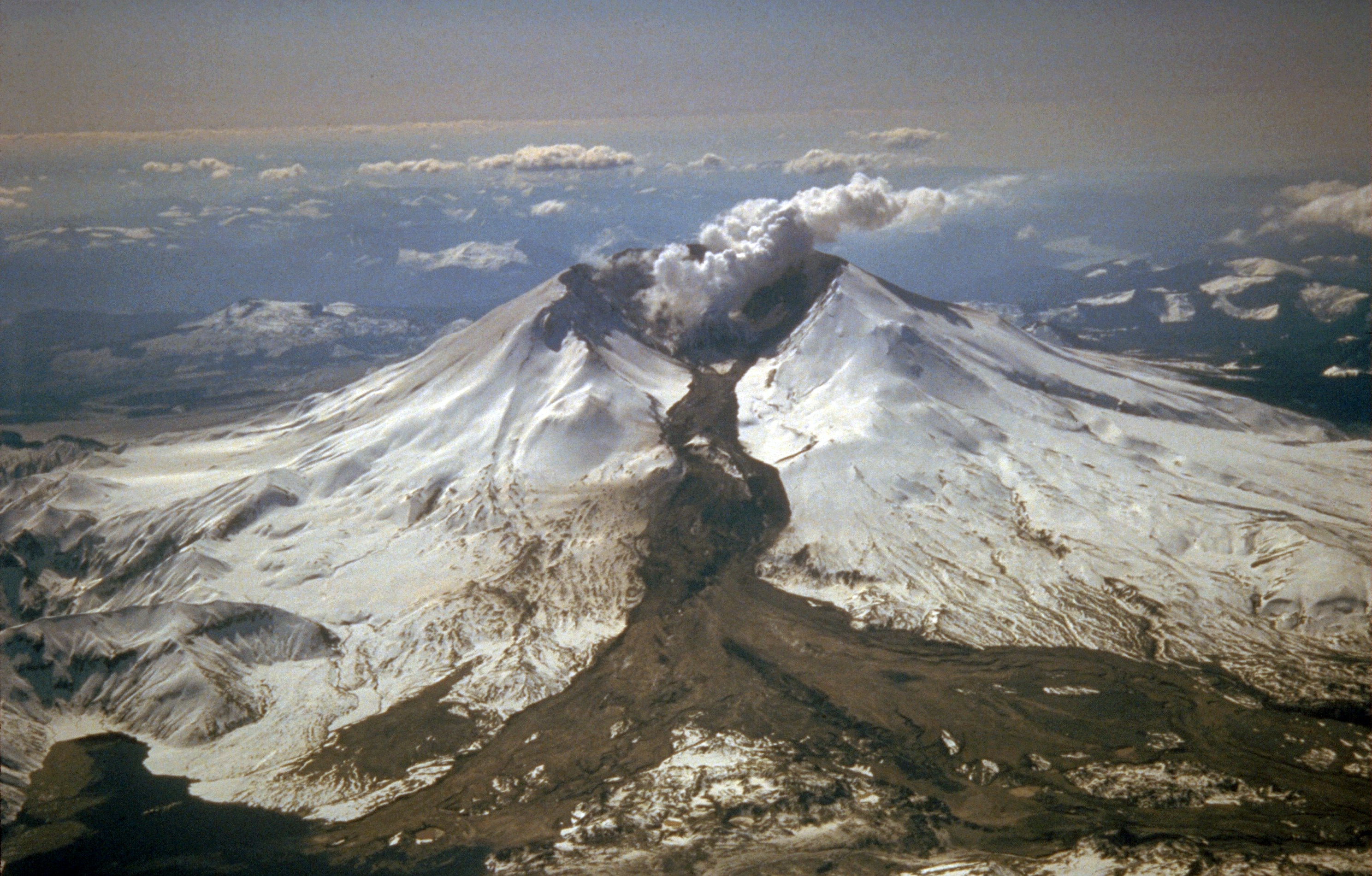
Lahar tras una erupción.

Los glaciares y la nieve derretidos se mezclaron con tefra en la ladera nordeste del volcán, lo que dio lugar a la creación de múltiples lahares. Estas riadas se desplazaron por las vertientes norte y sur del Toutle River y se reunieron en la confluencia de las vertientes del Toutle River y del Cowlitz River, cerca de Castle Rock (Washington), a la 1:00 p. m. Noventa minutos tras la erupción, el primer lahar se había desplazado unos 43 km corriente arriba. Personas que se encontraban en el campamento de Weyerhaeuser pudieron ver pasar un muro de 3,7 m de alto compuesto por barro y escombros. Cerca de la confluencia entre las vertientes norte y sur del Toutle River, en el Silver Lake, se calculó un ascenso del nivel de la superficie de 7,16 m, el máximo registrado.
Otro gran lahar, más lento y con consistencia de mortero, se fue desplazando al principio de la tarde por la vertiente norte del Toutle River. A las 2:30 p. m., la masiva riada de lodo y escombros arrasaba el campamento Baker y en las horas siguientes, siete puentes fueron destruidos. Parte de la riada retrocedió unos 4 km al poco tiempo de entrar en el Cowlitz River pero la mayor parte continuó su camino corriente abajo. Tras recorrer 27 km más, se estima que 2,98 millones de m³ de material fueron añadidos al Columbia River, reduciendo la profundidad a 7,6 m a lo largo de 6 km. Los 4 metros de profundidad que quedaron durante ese tiempo impidieron el tráfico normal de cargueros en esa zona, lo que se tradujo en pérdidas por valor de unos 5 millones de dólares para la ciudad de Portland (Oregón). Por último, más de 50 millones de m³ de sedimentos fueron depositados a lo largo de la zona baja de los ríos Cowlitz y Columbia.

## Secuelas

### Efectos inmediatos

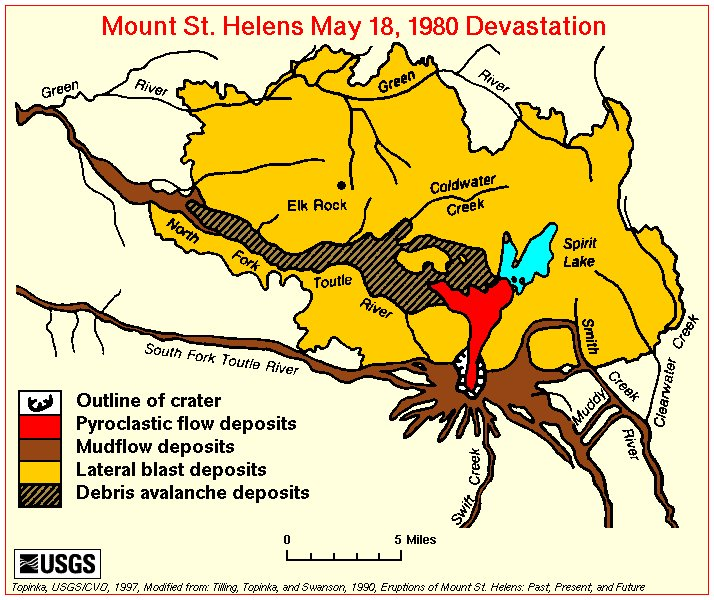
Mapa donde se pueden apreciar las zonas donde se encontraron depósitos tras la erupción.

La erupción del 18 de mayo de 1980 figura en la historia como la más mortífera y destructiva ocurrida en los Estados Unidos. 57 personas perdieron la vida y 200 casas, 47 puentes, 24 km de vías de tren y 300 km de autopistas quedaron totalmente destruidos. El presidente de los Estados Unidos Jimmy Carter inspeccionó los daños y declaró que lo que vio era más desolador que un paisaje lunar. Un equipo de televisión fue enviado en helicóptero al monte Santa Helena el 23 de mayo, para documentar la destrucción causada por el volcán. Sin embargo, al acercarse al volcán, las agujas de sus brújulas comenzaron a girar rápidamente en círculos y terminaron perdiéndose. Una segunda erupción tuvo lugar al día siguiente, pero la tripulación sobrevivió y fue rescatada dos días más tarde.
En total, la cantidad de energía liberada por el monte Santa Helena es equivalente a 1.600 bombas de Hiroshima (unos 24 megatones) y expulsó más de 4 km³ de material. Una cuarta parte de ese volumen fue lava fresca en forma de ceniza, piedra pómez y bombas volcánicas, y el resto fueron fragmentos de roca antigua. La pérdida de la ladera norte del monte Santa Helena redujo su altura a 400 m, y formó un cráter de unos 2-3 km de ancho y 640 m de profundidad, en cuya zona norte se abre una inmensa brecha. 

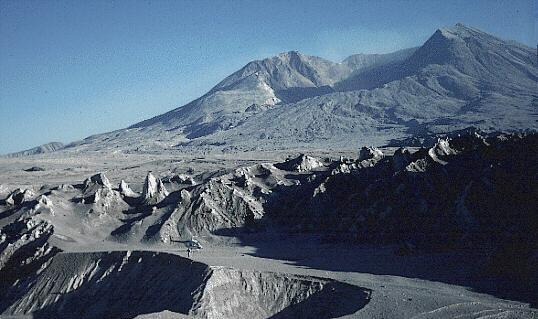
El monte Santa Helena en septiembre de 1980.

Más de 14,6 km³ de madera fueron dañados o destruidos, principalmente por la explosión lateral. Al menos, el 25% de los árboles destruidos fueron recuperados pasado septiembre de 1980. Debido a la dirección del viento en el volcán, en las áreas de mayor acumulación de ceniza, muchos cultivos de trigo, manzanas, patatas y alfalfa quedaron totalmente destruidos. Unos 1.500 alces y unos 5.000 ciervos murieron y se estima en 12 millones el número de salmones muertos, al ser destruidos sus criaderos. Otros 40.000 salmones más jóvenes debieron perecer cuando se encontraban nadando a través de la turbina de los generadores hidroeléctricos, cuando el agua fue evacuada debido a la necesidad de reducir dichos niveles de agua, con el fin de poder alojar los depósitos de material (agua y barro principalmente) a lo largo del Lewis River.

### Efectos a medio y largo plazo
La ceniza depositada tras la erupción dio lugar a diversos problemas relacionadas principalmente con el transporte y con el tratamiento de aguas residuales. La visibilidad se redujo en gran medida mientras la ceniza permaneció en el aire, lo que obligó a cerrar muchas autopistas y carreteras. La carretera interestatal 90 que une Seattle con Spokane fue cerrada durante una semana y media. El tráfico aéreo también se vio interrumpido unas dos semanas debido al cierre de varios aeropuertos al este de Washington por el cúmulo de ceniza y la escasa visibilidad. En consecuencia, miles de vuelos comerciales fueron cancelados. La ceniza y las partículas de grano más fino causaron graves problemas en motores de combustión y en otros equipos mecánicos y eléctricos. La ceniza contaminó los sistemas de aceite, colapsó filtros de aire, rayó superficies y provocó pequeños cortocircuitos en generadores eléctricos que causaron apagones de luz.
Eliminar la ceniza y deshacerse de ella fue una tarea colosal para algunas comunidades del este de Washington. Agencias estatales y federales estimaron que, aproximadamente, 1,8 millones de m³ de ceniza (equivalentes a 900.000 toneladas en peso) fueron retiradas de las autopistas y los aeropuertos de Washington. La retirada de ceniza costó 2,2 millones de dólares y se tardaron 10 semanas en Yakima. La necesidad de deshacerse rápidamente de la ceniza obligó a habilitar ciertos lugares para que funcionasen como depósitos. Algunas ciudades usaron para ello presas viejas o basureros comunitarios ya existentes, y otras crearon nuevos basureros. Para minimizar el levantamiento de la ceniza ya depositada por la acción del viento, los basureros y las demás superficies destinadas a albergar la ceniza fueron cubiertas con una capa de abono para sembrar hierba.

### Costes

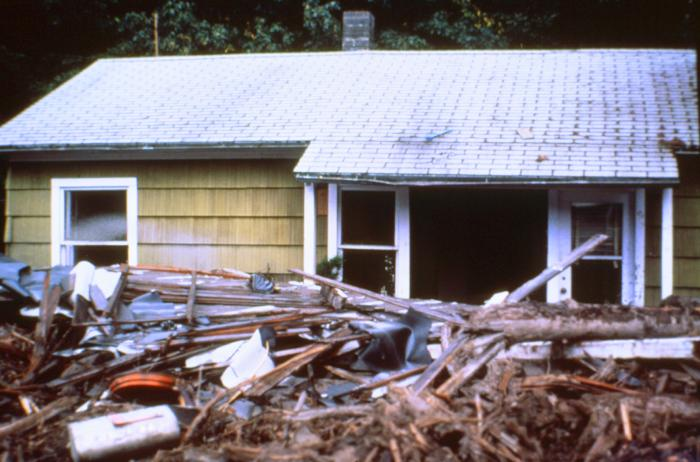
Una de las 200 casas destruidas por la erupción del monte Santa Helena.

Las primeras estimaciones de los costes producidos por la erupción rondaban entre los 2.000 y los 3.000 millones de dólares. Posteriormente, un estudio más refinado realizado por la International Trade Commision a petición del Congreso de los Estados Unidos arrojó la cifra de 1.100 millones de dólares. El Congreso votó y aprobó una concesión suplementaria de 951 millones de dólares con el fin de reparar los daños causados. De este dinero, la mayor parte fue destinada a la Small Business Administration, a la U.S. Army Corps of Engineers y a la Federal Emergency Management Agency.
Sin embargo, también hubo otros costes indirectos y menos tangibles causados por la erupción. El desempleo en toda la región alrededor del monte Santa Helena aumentó unas diez veces en las semanas posteriores a la erupción, y luego volvió a la normalidad una vez que las operaciones para recuperar la madera y para limpiar la ceniza se pusieron en marcha. Solo un pequeño porcentaje de los residentes abandonaron la región a causa de la pérdida de trabajo. 

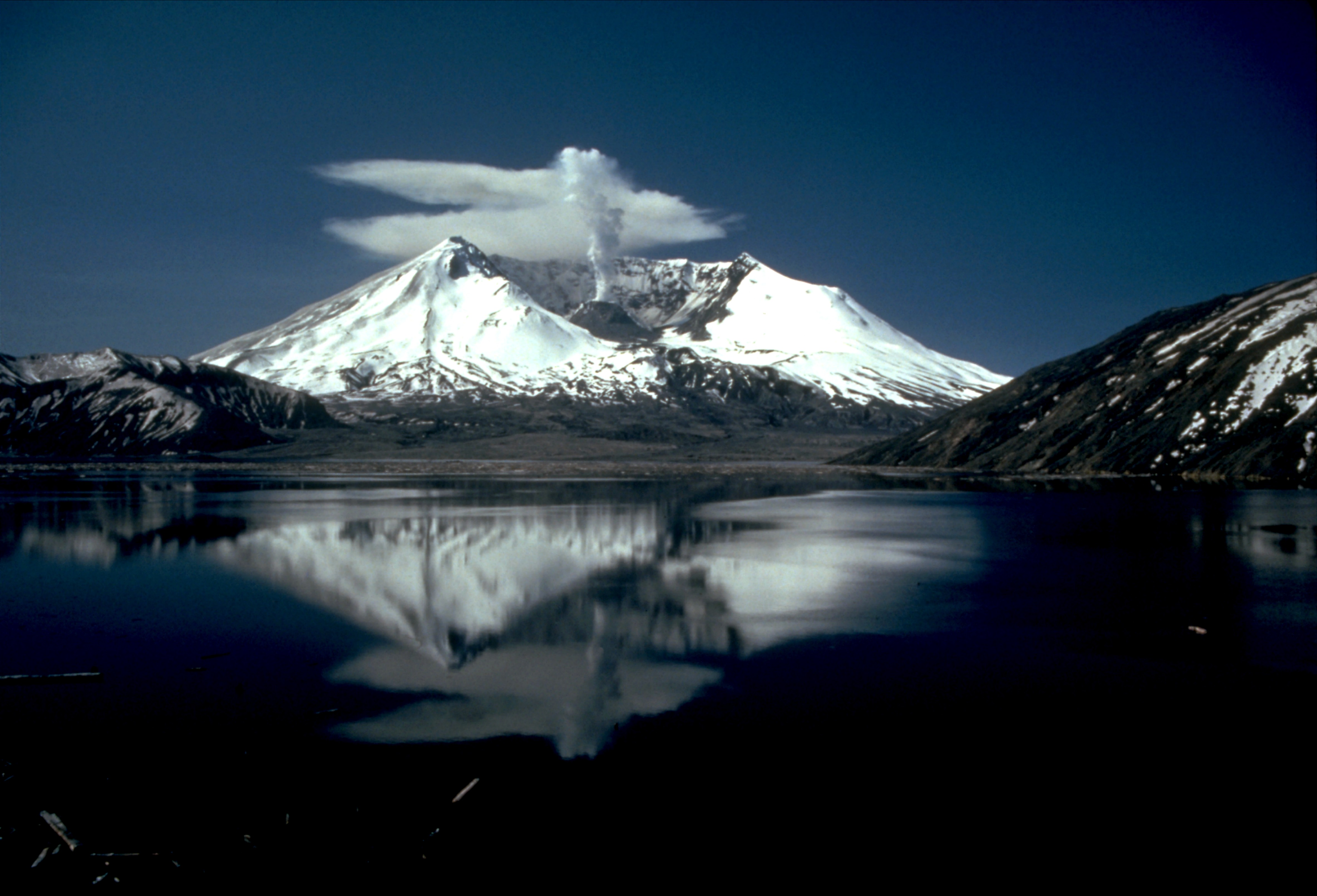
Imagen del monte Santa Helena tomada el 19 de mayo de 1982.

Varios meses después del 18 de mayo, unos pocos residentes mostraron problemas emocionales y de estrés, a pesar de haber hecho frente a la crisis sin problemas. Los condados de la región solicitaron financiación con el fin de promover programas sanitarios para ayudar a dichas personas.
La reacción pública inicial ante la erupción del volcán infligió un duro golpe al turismo, un sector importante de los ingresos del estado de Washington. Pero no fue el turismo el único afectado en los alrededores del monte Santa Helena. En la zona de Gifford Pinchot National Forest las convenciones y las reuniones sociales también fueron canceladas, pospuestas o trasladadas a otras ciudades de Washington o de Oregón, que no se vieron afectadas por la erupción. Sin embargo, a largo plazo todas estas consecuencias adversas se tornaron en lo contrario, ya que el monte Santa Helena adquirió fama mundial y se convirtió en un importante reclamo turístico. El National Forest Service y el estado de Washington abrieron centros para turistas y permitieron su acceso al volcán y a las zonas devastadas en la erupción.